# Бартенев, Сергей Петрович
Сергей Петрович Бартенев (11 октября 1863, Москва — 1930, там же) — разносторонний деятель московской культурной жизни конца XIX — начала XX веков.
Как пианист с успехом концертировал в России и за её рубежами. Педагог и популяризатор музыки.
Музыковед. Организатор кафедр онтологии и истории музыки в Московском дворце искусств и в Высшем литературно-художественном институте. Преподаватель музыкальных дисциплин в нескольких московских учебных заведениях.
Энтузиаст-исследователь московских древностей, «хранитель старины Кремля». Автор известных трудов по его истории. Книги С. П. Бартенева о Кремле с заинтересованностью читали и Николай II (при подготовке празднования 300-летия царствования Романовых в 1913 году), и В. И. Ленин, поселившийся в Кремле после переезда правительства советской России в Москву в 1918 году.
Писатель, мемуарист. Свидетель драматических событий при расстреле занятого юнкерами Кремля в ходе вооружённого восстания в октябре-ноябре 1917 года.

## Биография

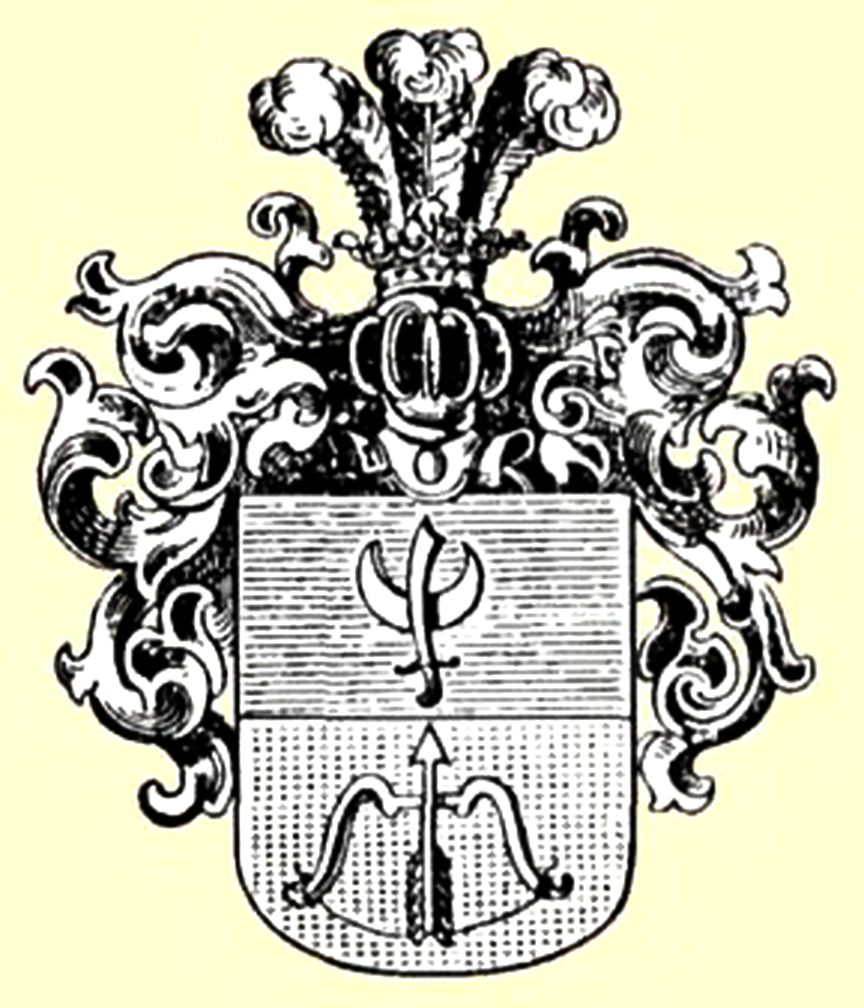
Герб Бартеневых

Родился в 1863 году в Москве в семье известного российского историка, архивиста и издателя, потомственного дворянина П. И Бартенева. Мать — Софья Даниловна Бартенева (в девичестве Шпигоцкая, 1843—1920).

### Музыкальное призвание
С детства мечтал свою жизнь связать с музыкой. В 1882—1887 годах учился в Московской консерватории. Был одним из самых талантливых учеником С. И. Танеева по классу фортепиано. Окончил консерваторию с дипломом. Преподавал в Николаевском институте (1891).
В 1892—1899 годах с успехом концертировал как в России, так и в других странах. Музыковед Е. М. Шабшаевич писала, что С. П. Бартенев был в числе московских пианистов, которые в 1890-х годах внесли ощутимый вклад в процесс взаимовлияния европейского и российского пианизма. Во время поездки в Закавказье на курорте Абас-Туман был представлен членам императорской семьи — великим князьям Георгию Александровичу и Александру Михайловичу и в течение нескольких вечеров музицировал для них.
Путевые заметки регулярно публиковал в газете «Русское слово» в цикле очерков «Письма пианиста» (1892). В 1894 году путешествовал по Северной Африке. Впечатления от поездок под названием «Поездка на Восток (Выдержки из писем)» в 1895 году были изданы издательством журнала «Русское обозрение».
В 1895 году давал концерты в Каире и Афинах. В 1896—1899 годах совершенствовался как пианист в Германии. В конце 1899 года, С. П. Бартенев, обеспокоенный невозможностью обеспечить семью постоянным заработком, возвратился в Москву. С 1899 по 1901 год совмещал концертные выступления с преподавательской деятельностью, в том числе в музыкальном училище Гнесиных. В. Я. Брюсов писал о нём как о прекрасном пианисте. Входил в круг известных российских музыкантов того времени.
В 1894—1895 годах познакомился с религиозным философом Н. Ф. Фёдоровым и заинтересовался его учением. Позднее дневниковые записи о встречах с ним стали основой статьи, которую под названием «Николай Фёдорович Фёдоров. Два разговора о воскрешении мёртвых» С. П. Бартенев по просьбе отца опубликовал в «Русском архиве». П. И. Бартенев, под началом которого «ополчившийся против смерти» философ служил ранее в Чертковской библиотеке, был благодарен ему за то, что «он отвлёк его детей от безбожия и ненависти к своему отечеству, от революции».
П. И. Бартенев скептически относился к увлечению сына музыкой: «Это роскошь, подобающая людям обеспеченным и непозволительная сыновьям труженика, примеру которого в заработке средств жизни не хотят они следовать». Материальные затруднения, влияние отца, интерес к российской истории и протекция близкого друга семьи художника П. В. Жуковского, в 1895—1905 годах заведовавшего наружной художественной частью зданий Московского Кремля и имевшего придворный чин шталмейстера, подтолкнули С. П. Бартенева к отказу от профессиональной музыкальной деятельности. С 1902 года он — чиновник VIII класса по Министерству императорского двора. П. И. Бартенев, известный энтузиаст исторических исследований, советовал сыну серьёзно отнестись к кремлёвской истории: «В Кремле можно делать открытия на поверхности его».

### Хранитель Московского Кремля
«Безмолвные камни представляют собой живой язык истории: они говорят о том, какой верою бились сердца наших предков, как живо и сильно они чувствовали присутствие невидимой, небесной силы, избавляющей   их от бед».
В качестве чиновника по особым поручениям Московского дворцового управления, в обязанности которого входил «надзор за состоянием архитектурных сооружений» кремлёвского ансамбля, С. П. Бартенев жил в квартире в Кавалерском корпусе на территории Кремля.

#### Путеводитель по Большому Кремлёвскому дворцу

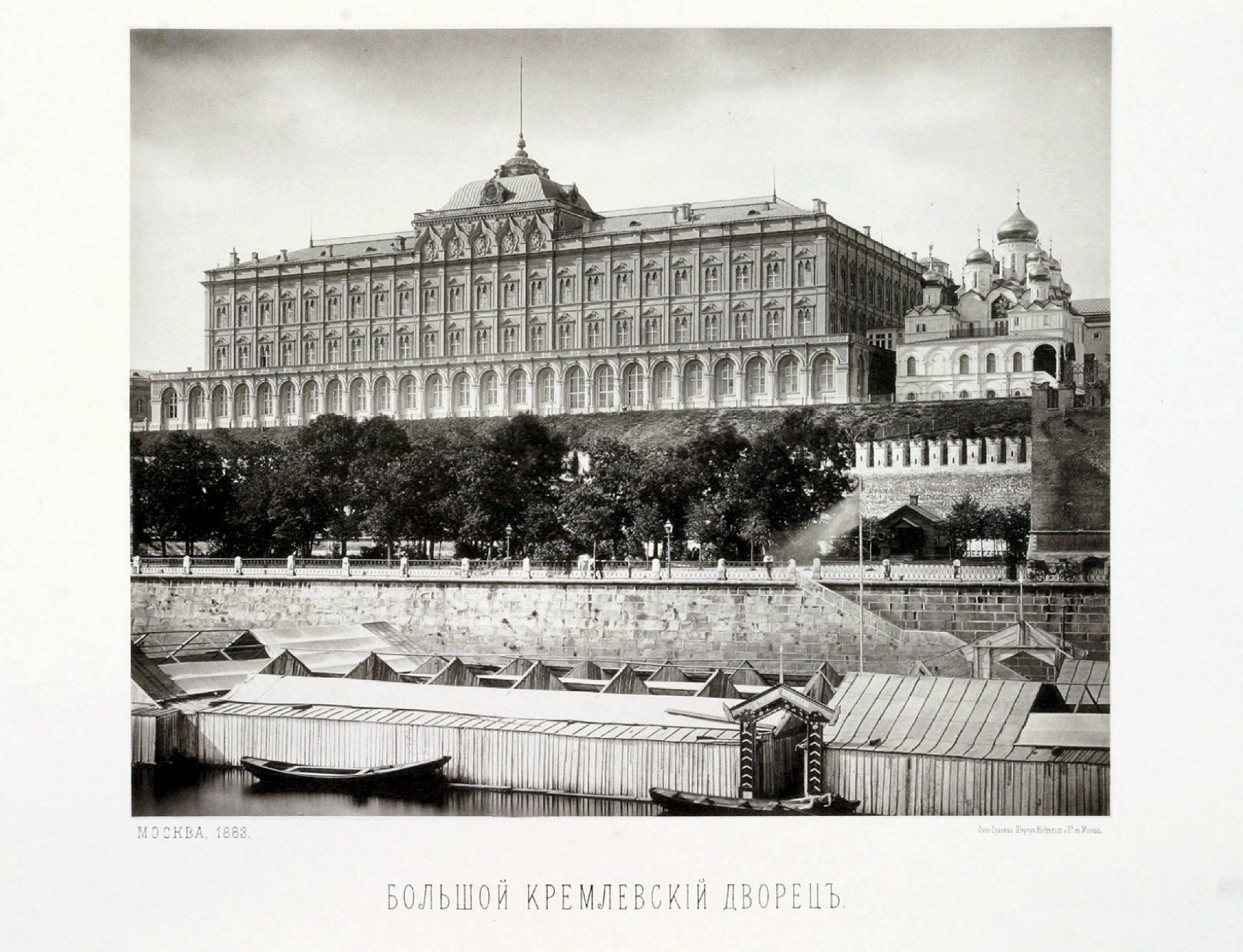
Вид на Большой Кремлёвский дворец (1884 год)

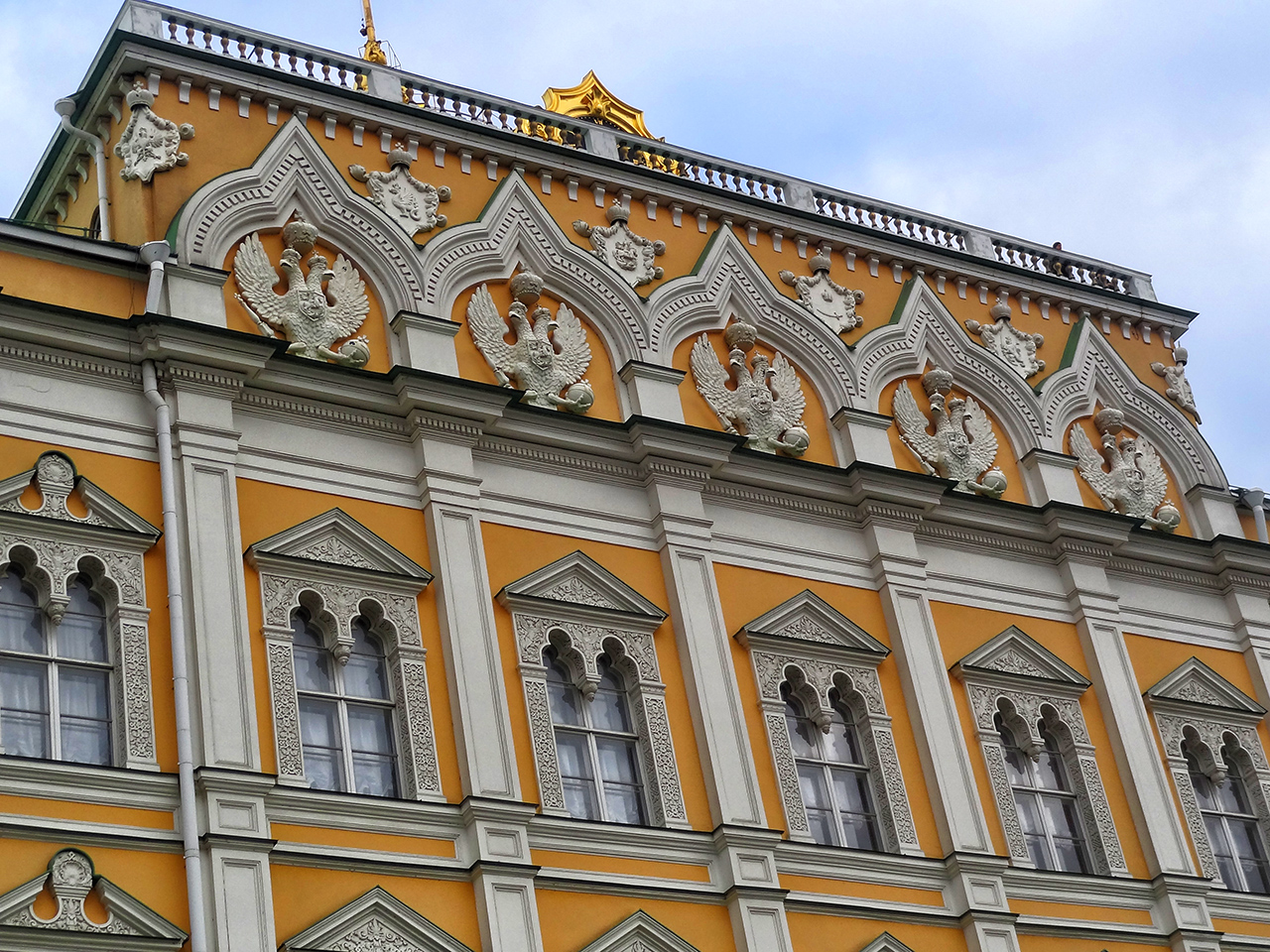
Декор Большого Кремлёвского дворца (2013 год)

Исследуя современное состояние кремлёвских построек с целью восстановления их внешнего облика, С. П. Бартенев основательно изучал их историю по летописям, архивным строительным запискам и описям XVI—XVII веков, иконам и фрескам, описаниям, составленных иностранцами. Ознакомившись с предложенным в 1901 году проектом В. М. Васнецова покраски построенного в 1849 году Большого Кремлёвского дворца, С. П. Бартенев предложил переработать его в стилистике выявленных колористических традиций кремлёвских построек XVI—XVII веков. В декабре 1903 года новый проект был завершён и передан на утверждение в Петербург.
В эти годы С. П. Бартенев опубликовал в «Русском архиве» несколько статей, в том числе по тематике, связанной с его исследованиями: рецензию на книгу И. Е. Забелина «История города Москвы» (1902), включив в неё экскурс по историческим фактам строительства, разорения и воссоздания памятников Московского Кремля; рецензию на книгу М. П. Степанова «Храм-усыпальница великого князя Сергея Александровича во имя преподобного Сергия Радонежского в Чудовом монастыре в Москве» (1910), мраморный иконостас которого был создан П. В. Жуковским.

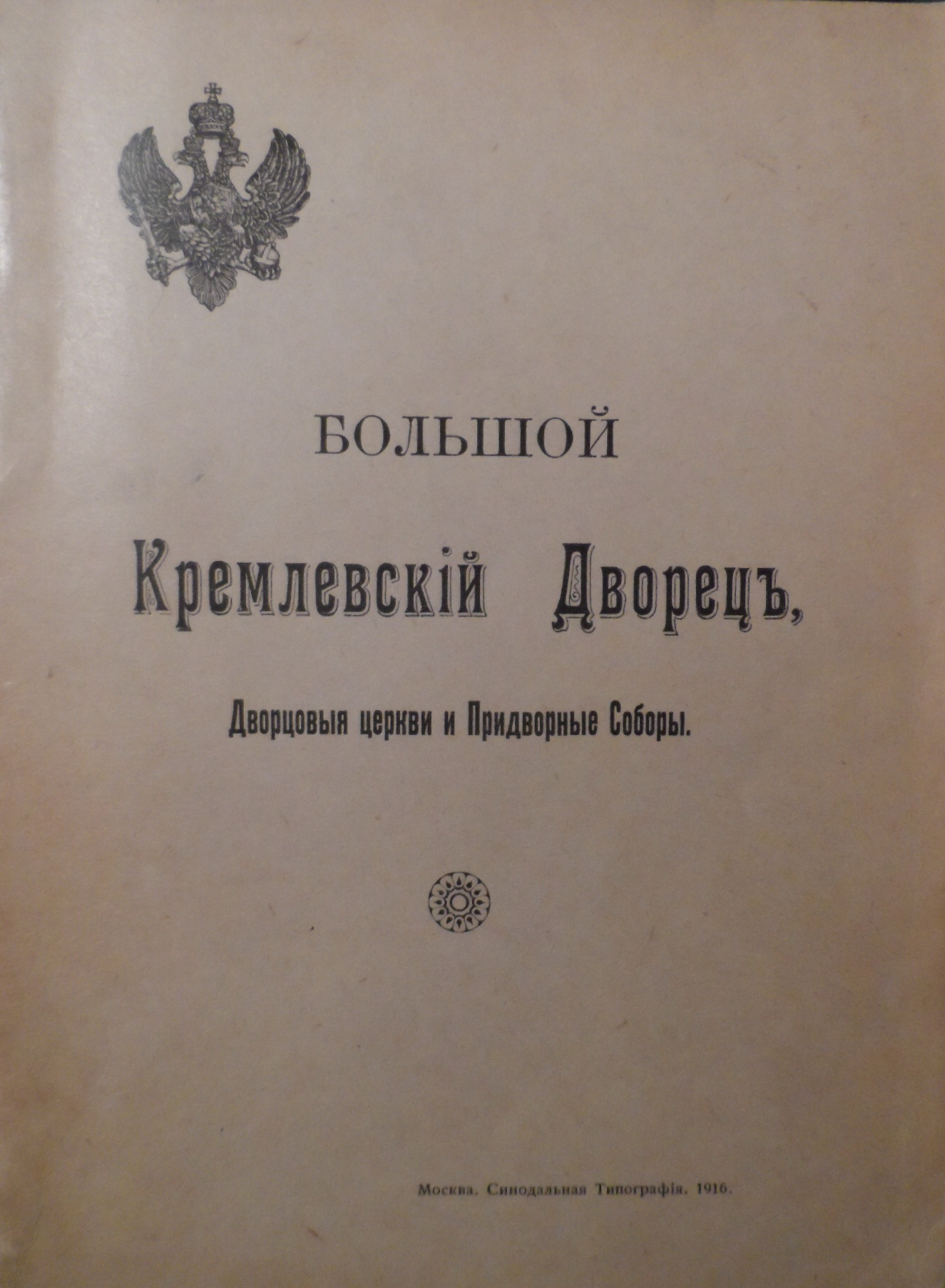
Обложка путеводителя. 3-е издание (1916 год)

В 1908 году начал работать над путеводителем по Большому Кремлёвскому дворцу. Книга вышла в 1909 году с указанием на титульном листе: «По поручению заведующего придворной частью в Москве и начальника Московского дворцового управления князя Одоевского-Маслова составил С. П. Бартенев». Предваряя рассказ о дворце, автор начал книгу с краткой истории дворцовых зданий в Кремле и обстоятельств постройки по указанию Николая I в 1838—1849 годах нового сооружения. Текст был иллюстрирован большим числом фотографий и планов, а его разделы украшены изящными буквицами и концовками. Положительно оценивший работу своего подопечного П. В. Жуковский не только обещал представить издание императору, но выразил уверенность в высочайшем назначении С. П. Бартенева «составителем Монографии Кремля». Путеводитель завоевал популярность и к 1916 году выдержал пять изданий, в том числе на французском и английском языках. Рецензии на книгу появились в периодических изданиях: «Известия Императорской археологической комиссии», журналах «Русский архив» и «Старые годы». П. И. Бартенев отметил успех сына очередным советом — «теперь ты мог бы заняться ближайшим знакомством с Кремлем и дворцами, дабы постепенно укорениться в них. Тут многое множество занимательного и пригодиться могущего».
Важным этапом работы над монографией, задуманной к 100-летию победы в Отечественной войне 1812 года, стал завершённый в 1910 году С. П. Бартеневым детальный план Московского Кремля со всеми существовавшими в нём в исторической ретроспективе (с 1495 года) архитектурными памятниками. По указанию заинтересовавшегося этими работами Николая II составителю плана была обещана финансовая поддержка для написания подробного исследования по Кремлю. Результаты исследования и реконструкции С. П. Бартеневым древних кремлёвских планов находятся в поле зрения и современных учёных.

### Работа над историей Кремля

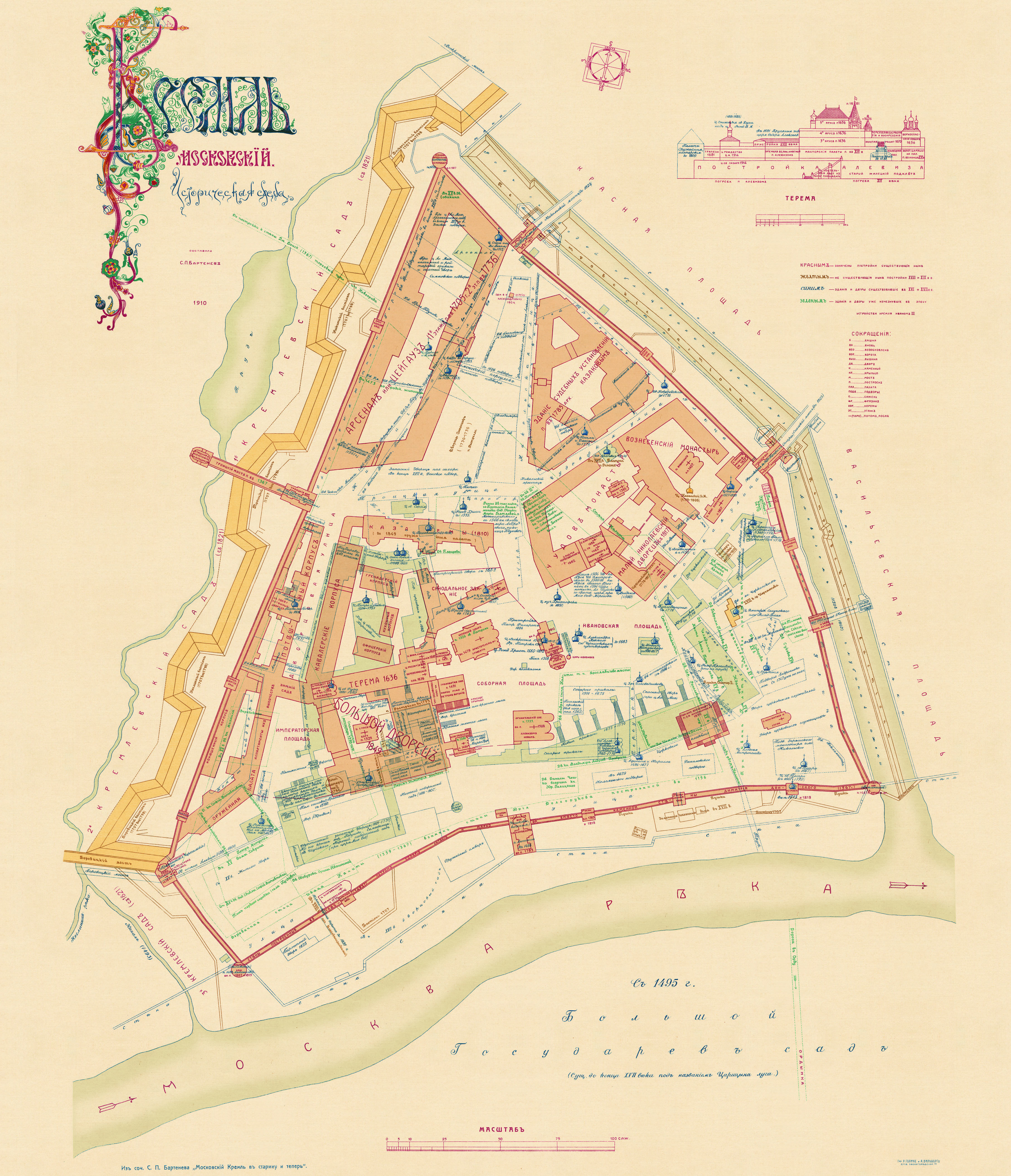
Исторический план Московского Кремля

С. П. Бартенев понимал, что взялся за очень трудоёмкое дело. Он писал П. В. Жуковскому, что, кроме поиска в архивах и библиотеках нужных исторических сведений, ему нужно было следить за подготовкой чертежей и проверять их детали,

«где лестница — пересчитать самому ступени, где окно — убедиться, что оно есть и так дальше, иначе планы и разрезы не будут в согласии с действительностью, в чем я уже убедился. С теплом полезу во все дыры стен и башен, чтобы всё заметить и примечательное описать и изобразить».

При этом ему приходилось сталкиваться с равнодушием петербургских сановников, «решительно не желающими иметь какую-либо заботу о маленьком чиновнике VIII класса, взявшим на себя труд, ни значение, ни размеры которого не усвояются превосходительными головами».
Монография «Московский Кремль в старину и теперь», посвящённая истории кремлёвских укреплений и описанию стен и башен, вышла в 1912 году в преддверии 300-летия дома Романовых и была отмечена почётным отзывом Академии наук. Учёный комитет Министерства народного просвещения рекомендовал книгу для чтения в средних учебных заведениях.
Издание не только иллюстрировано многочисленными фотографиями, рисунками, планами, но и отличается художественной образностью их описания, свойственной вдумчивому и заинтересованному исследователю.
О Спасской башне – орнаментальное кружево, обрамляющее нижнюю часть башни, по составу белокаменных декоративных элементов отражает «богатство той эпохи, когда причудливость умирающей готики сочеталась с изяществом расцветающего ренессанса».

О Никольской башне – она «по готическому характеру… отличается от всех остальных башен Кремля и остаётся чуждой духу его архитектуры».

О Царской башне - «единственная из всех кремлёвских башен по своей форме и назначению. В сущности, это не башня, а каменный двухъярусный шатер, поставленный прямо на стену».

О Беклемишевской башне – «самая изящная по пропорциям. Своей красотой в общем впечатлении Кремля, в симфонии его архитектурных форм Беклемишева башня дает чарующее созвучие. Стройный верх её, прорезывая синеву неба и легко вырисовываясь на фоне дали, напоминает минарет и будит грёзы о Востоке».

О Петровской башне – у этой основательной башни «характер какой-то старозаветности».

О Боровицкой башне – «самая своеобразная башня Кремля», так напоминает ступенчатую пирамиду, у которой нет прототипа в европейской архитектуре.

О Тайницкой башне – она «задумчиво, грузно сидит под горою», а её Водяные ворота по своему характеру напоминают «старую таинственную мельницу у глубокого омута».

О Средней Арсенальной башне – «стройная и серьезная она глядит оконным проемом своей дозорной вышки, как страж недремлющим оком».

О Сенатской башне – «несколько удлиненная форма шатра придает Сенатской башне вид суровой недоступности».

Бартенев С.. П. Московский Кремль в старину и теперь. Книга I. Исторический очерк Кремлёвских укреплений
С. П. Бартенев с сожалением отмечал, что для кремлёвских стен и башен, столетиями противостоявших воздействию стихии и даже обветшавших, но сохранивших свой древний облик, «вредоноснее было отсутствие бережной любви к старине». При реставрации Троицкой башни в 1868—1870 годах внутренние помещения в ней были приспособлены к размещению московских материалов архива Министерства Императорского двора. В результате изменился и внешний облик башни — во имя «утилитарной цели были принесены в жертву поэзия и дух старины, которым веяло от этого памятника доблести и гения древней Руси».
Успех издания, в том числе и при дворе, позволил С. П. Бартеневу надеяться на поддержку продолжения его исторических изысканий, но после смерти его куратора П. В. Жуковского эта поддержка значительно сократилась. Вмешательство вдовы великого князя Сергея Александровича Елизаветы Фёдоровны, напомнившей Николаю II о затруднениях в финансировании работ историка, и представленная докладная записка Бартенева с планом 7-томного труда по истории Московского Кремля были восприняты императором благосклонно. Николай II не только распорядился о выделении средств, но и дал С. П. Бартеневу право личного доклада о ходе дел.
Из докладной записки С. П. Бартенева

«Следующую вторую книгу монографии Московского Кремля предполагается посвятить истории Кремлёвского Царского двора, монументальной и бытовой в их взаимоотношении и связи с общей историей Русского государства…

Что касается остальных книг монографии, то распределение всего материала, входящего в них, представляется в следующем порядке: 

третья книга будет состоять из описания существующих ныне кремлёвских дворцов (Большого,Малого и Потешного) с соответствующими чертежами планов, разрезов, фасадов и изображениями их общих видов, отдельных апартаментов и наиболее примечательных по своему историческому или художественному значению деталей и предметов внутреннего убранства с сопровождением историческими сведениями, принадлежащими особо каждому зданию или его части, как это сделано во второй части первой книги монографии.

В четвертую книгу взойдут таковые же описания Оружейной палаты и остальных кремлёвских сооружений гражданского зодчества — здания Судебных управлений, казарм, Арсенала и памятника императору Александру II.

Пятая книга предназначается истории церковного зодчества в Кремле и быта московских иерархов. Сюда взойдет описание не существующих более кремлёвских церквей, соборов и монастырских подворий с историческими сведениями о них.

Шестая и седьмая книги будут заключать историю и описание кремлёвских соборов, придворных церквей, Чудова и Вознесенского монастырей…

Относительно распределения по годам выполнения всей работы - основываясь на примере первой книги - полагаю составление последующих книг
осуществимым приблизительно в полуторагодичный срок каждой, при чем вторая книга, как представляющая наиболее сложную и обширную задачу, потребует несколько большего времени и вероятно займет полностью 1913 и 1914 года; третья же книга может быть окончена в полуторагодичный срок - именно к половине 1916 года; четвертая - в 1917 году, пятая - в 1918 году, шестая и седьмая - в 1921 г.»
Второй том, посвящённый строительству Кремля при князьях, вышел в свет с запозданием на два года, в 1916 году, с подзаголовком «Государев двор в Московском Кремле. Дом Рюриковичей».
Подготовка к изданию остальных томов была остановлена Великой Октябрьской революцией. В 1917 году в разгромленной типографии И. Д. Сытина сгорела уже набранная рукопись третьего тома.

### После Октябрьской революции
В октябре-ноябре 1917 года С. П. Бартеневу пришлось стать очевидцем обстрела и разрушения кремлёвских архитектурных сооружений, за сбережение которых он отвечал много лет. Его дневниковые записи о событиях тех дней были опубликованы только в 2017 году.
В декабре 1917 года Московский Кремль перешёл в ведение Народного комиссариата имуществ республики, созданного для управления учреждениями бывшего Министерства императорского двора. 11 марта 1918 г. Советское правительство переехало в Москву. Управляющий делами Совнаркома В. Д. Бонч-Бруевич вспоминал, что после вселения В. И. Ленина в Кремль посоветовал ему познакомиться с сочинениями С. П. Бартенева: «Владимир Ильич тотчас же принялся за чтение этого прекрасного иллюстрированного издания. <…> Изучив эту книгу Бартенева и сделав свои пометки, <…> в течение трех дней он обходил и подробно осматривал здания, дворцы, Грановитую палату, боярские терема и, наконец, дважды прошел по стенам Кремля, подходя к каждой башне и интересуясь их состоянием». В мае 1918 года нарком просвещения А. В. Луначарский писал: «Ознакомившись с трудами Бартенева, нахожу необходимым разрешить ему продолжение его работ и ни в каком случае не ставить ему в этом деле препятствий; не предрешая пока вопроса о непосредственной государственной помощи ему в достижении его научно-художественных целей». С просьбой «не вырывать из рук» историка начатое им исследование обратился в письме к В. И. Ленину поддержавший Луначарского старый партиец П. Г. Дауге, добавивший, что 20 лет знает семью Бартеневых «как одну из самых честных и благородных московских семейств, почему я и прошу отнестись к С. П. с безусловным доверием». Обнадёженный такой поддержкой С. П. Бартенев передал в Совнарком записку о продолжении работ, предложив начать с подготовке к изданию путеводителя по Кремлю, но планы его не были осуществлены.
С весны 1918 года с территории Кремля началось выселение не только бывших царских чиновников и обитателей монастырей, но и сотрудников дворцового управления. Выехал из занимаемой с 1902 года квартиры и С. П. Бартенев.
Бонч-Бруевич В. Д. Воспоминания о Ленине — М.: Наука, 1969. — 517 с.

Как только Владимир Ильич переехал из Петрограда в Москву и поселился в Кремле, он сейчас же захотел ознакомиться с историей кремлёвских построек и спросил у меня, что ему по этому поводу прочесть. Я заказал на двухтомное исследование специалиста С. П. Бартенева, которое называлось «История Кремля». Владимир Ильич тотчас же принялся за чтение этого прекрасного иллюстрированного издания и был очень удивлен, когда я ему сказал, что автор этой книги, сын знаменитого издателя «Русского архива», живет в Кремле и вот сейчас как раз выезжает из Кремля в город на другую квартиру. 

— Зачем это? — сказал Владимир Ильич. — Его нужно было бы оставить здесь, в Кремле. 

Я сказал Владимиру Ильичу, что С. П. Бартенев сам хочет переехать в город, так как ему удобнее жить вне Кремля, ибо он дает уроки музыки и к нему приходят ученики.

— Пойдите сейчас же и посмотрите, как он переезжает, — сказал Владимир Ильич, — есть ли у него перевозочные средства, и организуйте ему помощь в переезде, в упаковке вещей.

Я сейчас же отправился на квартиру ныне покойного С. П. Бартенева, передал ему привет от Владимира Ильича, сообщил ему, что книга его Владимиру Ильичу очень понравилась и что он просил меня позаботиться о его переезде.

С. П. Бартенев был тронут этим буквально до слез, и, когда из комендатуры пришли красноармейцы и стали помогать ему упаковывать вещи, причем главная его поклажа состояла из книг, картин, нот и рояля, к которому он особенно бережно относился, он просто растерялся от этого неожиданного внимания. Через некоторое время ему был подан грузовик, и все его вещи в один день были перевезены на новую квартиру.
Владимир Ильич был очень удовлетворен, что мы помогли этому ученому, и, сказав, что даст ему охранную грамоту, немедленно ее написал, и я вручил ее С. П. Бартеневу.
Жил в одной из квартир особняка, принадлежавшего в начале XX века издателю С. А. Скирмунту, по адресу: Гранатный переулок, 20. Лишённый возможности заниматься историческими исследованиями, С. П. Бартенев давал уроки музыки, читал лекции в различных учебных заведениях по философии музыки, подрабатывал переводами. Иногда выступал с концертами.
В 1926 году хранитель рукописного отделения Пушкинского Дома, литературовед-пушкинист Н. В. Измайлов описал вывезенное С. П. Бартеневым из кремлёвской квартиры отцовское собрание автографов и портретов известных российских литературных и общественных личностей. Часть переданных Пушкинскому Дому материалов из коллекции П. И. Бартенева составили отдельный фонд рукописного отделения (ф. 18 РО ИРЛИ РАН).
В 1928—1929 годах на фоне кампании против «буржуазных специалистов» из списков ученых ЦЕКУБУ, пользовавшихся доступными в то время материальными привилегиями, были вычеркнуты ряд известных учёных — философов, историков, искусствоведов. В феврале 1929 года Комиссия рассматривала в том числе и заметку о деятельности С. П. Бартенева, опубликованную в газете «Рабочая Москва», известной не только борьбой с бюрократизмом, но и нападками на М. А. Булгакова, С. А. Есенина и других. Бывшему хранителю Кремля пришлось собирать справки и удостоверения о его работе в Высшем литературно-художественном институте, филармонии, Наркомторге, Малом театре, договора с многими издательствами о переводах. Их дополнили справка о работе над передачей архива отца в Пушкинский Дом и подписанная В. Д. Бонч-Бруевичем справка «об эвакуации С. П. Бартенева и его библиотеки из Кремля».
Скончался в 1930 году в Москве.

## Публикации

### Прижизненные издания
- Новые показания о воцарении Екатерины Великой // Русский архив, 1890. — Кн. 2. — Вып. 6. — С. 280—282.
- Поездка на Восток: выдержки из писем. Отдельный оттиск из «Русского обозрения». — М.: Унив. тип., 1895. — 113 с.
- Рецензия на книгу Забелина И. Е. «История города Москвы». Ч. 1. — М., 1902 // Русский архив. — 1902. — Вып. 9. — С. 152—160.
- Памяти покойного наследника цесаревича Георгия Александровича // Русский архив. 1909. — Вып. 11. — С. 340—346.
- Николай Федорович Федоров: Два разговора о воскрешении мертвых // Русский архив. 1909. — Вып. 1. — С. 119—122.
- Рецензия на книгу М. П. Степанова «Храм-усыпальница великого князя Сергея Александровича во имя преподобного Сергия Радонежского в Чудовом монастыре в Москве». — М.,1909 // Русский архив. —1910. — Вып. 2. — С. 318—320.
- Николай Федорович Федоров: Два разговора о воскрешении мертвых // Русский архив. — 1909. — № 1. — С. 119—122.
- Большой Кремлёвский дворец: указатель к его обозрению — М.: Синодальная типография, 1909. — 140 с. (2-е изд., доп.- 1911, 150 с.
- Большой Кремлёвский дворец, дворцовые церкви и придворные соборы: Указ. к их обозрению / По поручению зав. Придвор. ч. в Москве и нач. Моск. дворцов. упр. ген.-адъютанта кн. Одоевского-Маслова сост. С. П. Бартенев. — 3-е изд., испр. и доп. — Москва: Синод. тип., 1916. — 169 с.
- Le Grand Palais du Kremlin et ses 9 eglises: Guide du visiteur. — M.:1912. — 144 p.
- Московский Кремль в старину и теперь. Книга I. Исторический очерк Кремлёвских укреплений — М.: Издание Министерства Императорского двора Синодальная типография, 1912. — 259 с.
- Guide to The Great Kremlin Palace. Ed. By The Administration of the Imperial Court at Moscow. Translated from Russian and printed with the authorisation of the Minister of the Imperial Court — M.: 1914. — 138 p.
- Московский Кремль в старину и теперь Книга II. Государев двор в Московском Кремле. Дом Рюриковичей — М.: Издание Министерства Императорского двора, 1916. — 343 с.

### В современной России
- Фрагменты дневника  // Н. Ф. Федоров: pro et contra : антология. Кн. 1 — СПб.: РХГИ, 2004 г. — 1112 с. ISBN 5-88812-178-9
- Московский Кремль в старину и теперь: В 2 т. — Москва : Русский импульс, 2011 ISBN 978-5-902525-53-0

Т. 1 — 259 с. — ISBN 978-5-902525-54-7
Т. 2 — 343 с. — ISBN 978-5-902525-55-4
- Сражение за Московский Кремль в конце октября — начале ноября 1917 г. Из дневников С. П. Бартенева (публ. подгот. М. И. Одинцов) // Исторический архив. — 2017. — № 6. — С. 44—50 ISSN 0869-6322

## Семья
Жена (с 1885 года) — Софья Николаевна Бартенева, урождённая Гаевская (1869—1941).
В семье было трое детей — дочь Софья (1886—1963) и два сына.
Старший сын — Николай (1887—1963). В 1907 году окончил Морской кадетский корпус в звании корабельного гардемарина (приказ Морского Министра № 91 от 20 апреля 1907 года). Участник обороны Моонзундских островов.

## Комментарии
1. ↑  Афиши и программы концертных выступлений С. П. Бартенева с 1892 по 1920-е годы хранятся в фонде 46 РГАЛИ.
2. ↑  С. П. Бартенев женился ещё в годы учёбы в консерватории и в 1890-е в семье было трое детей.
3. ↑  По штату Московского дворцового управления, принятому с 1886 года, оклад чиновника VIII класса составлял 1000 рублей — Потапина М. В. Реорганизация Московской дворцовой конторы в 1886 году — // Вестник Удмуртского университета. История и филология, 2008. — Вып. 2. — С. 89-96.
4. ↑  Ещё в 1901 году С. П. Бартенев обратил внимание на гармоничность орнаментов и колористики в одной из картин В. М. Васнецова. Он писал художнику: «Эти орнаменты и сочетания красок — музыка. Звенящая красота и мягкая, бархатная общая внешность, яркость и вместе с тем спокойствие, как это бывает именно в чудно инструментованных музыкальных сочинениях».
5. ↑  По неизвестным причинам проект В. М. Васнецова так и не был реализован.
6. ↑  По воспоминаниям С. П. Бартенева, в ноябре 1918 года архив в Троицкой башне был разгромлен, а описи и книги порваны.
7. ↑  Из решения Совнаркома от 20 июля 1918 года: «В семидневный срок выселить из Кремля всех лиц, не служащих в советских учреждениях, разрешая выселяемым взять с собой только (личные) домашние вещи. Освободившиеся таким образом помещения предоставить для жилья советским служащим». — / Девятов С. В., Колесниченко А. А. Кабинет и квартира В. И. Ленина в Кремле. Тайны кремлёвской квартиры Ленина — / Интерфакс—АиФ, 2014. — № 3. — С. 10-11.
8. ↑  П. Г. Дауге в письме В. И. Ленину с просьбой переговорить с историком С. П. Бартеневым отметил, что квартиру его в Кремле «занял В. Д. Бонч-Бруевич». В своих воспоминаниях В. Д. Бонч-Бруевич написал, что С. П. Бартенев сам решил переселиться в город, так как ограничения доступа в Кремль мешали ученикам приходить на его домашние уроки музыки, а перед отъездом получил подписанную В. И. Лениным охранную грамоту. Доктор исторических наук М. И. Одинцов, опубликовавший дневниковые записи, которые С. П. Бартенев вёл в осаждённом Кремле (и рукопись и отпечатанная копия были обнаружены в бумагах В. Д. Бонч-Бруевича), писал: «Как и почему они попали в личный фонд В. Д. Бонч-Бруевича остаётся пока неизвестным».
9. ↑  В 1929 году был арестован по «академическому делу» работавший с С. П. Бартеневым над передачей в Пушкинский Дом архива П. И. Бартенева литературовед Н. В. Измайлов.
10. ↑  Дело «хранителя старины» совпало по времени с началом сноса в Кремле монастырей и части соборов.
11. ↑  В РГАЛИ (ф. 46 оп. 10 ед. хр. 17) сохранилось заявление С. Н. Бартеневой (вдовы С. П. Бартенева) от 16 января 1931 года в Наркомпрос и Главсоцстрах о назначении ей пенсии.